# Trasa Zielona w Lublinie

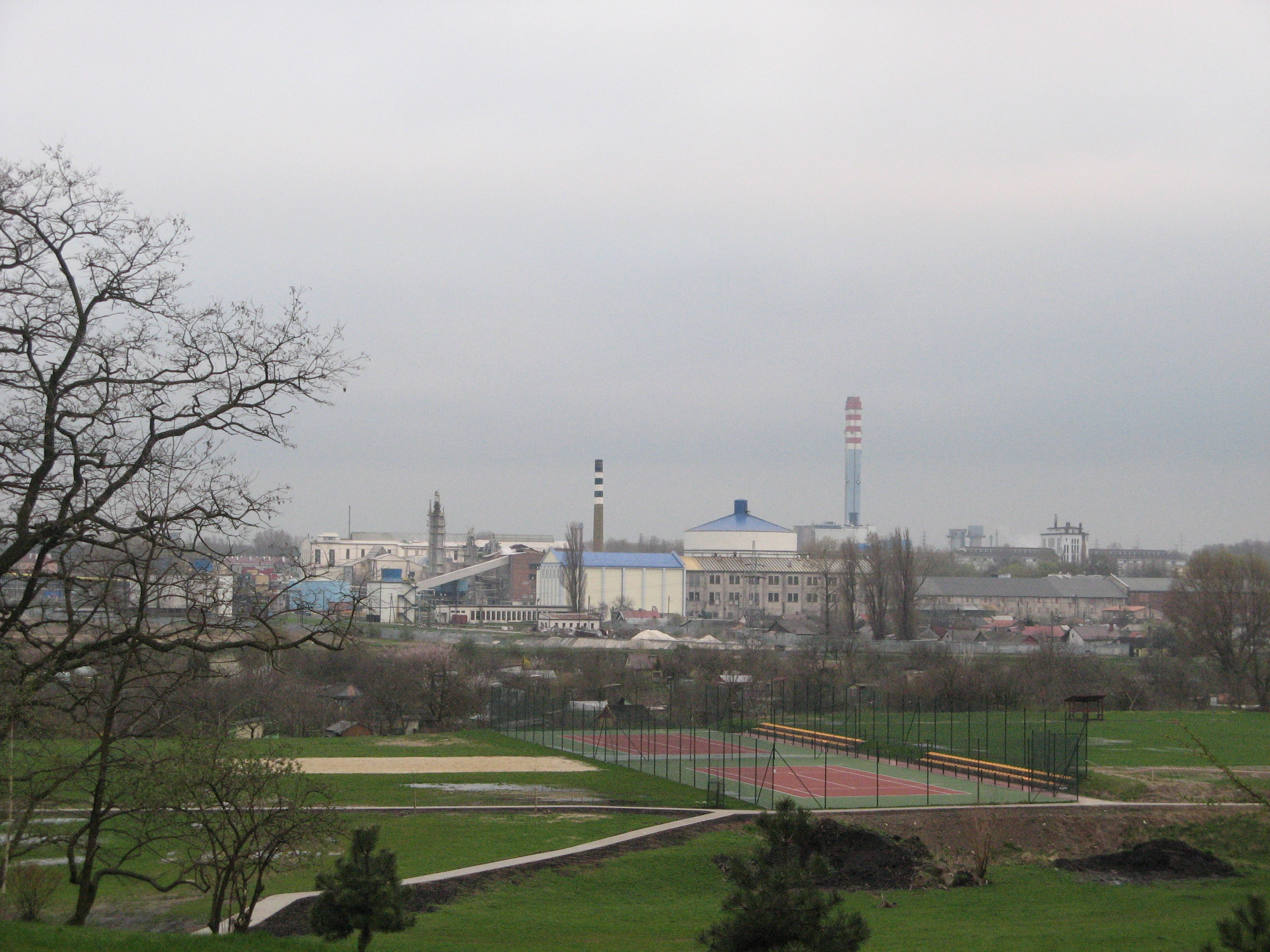
Widok na dawną Cukrownię Lublin.

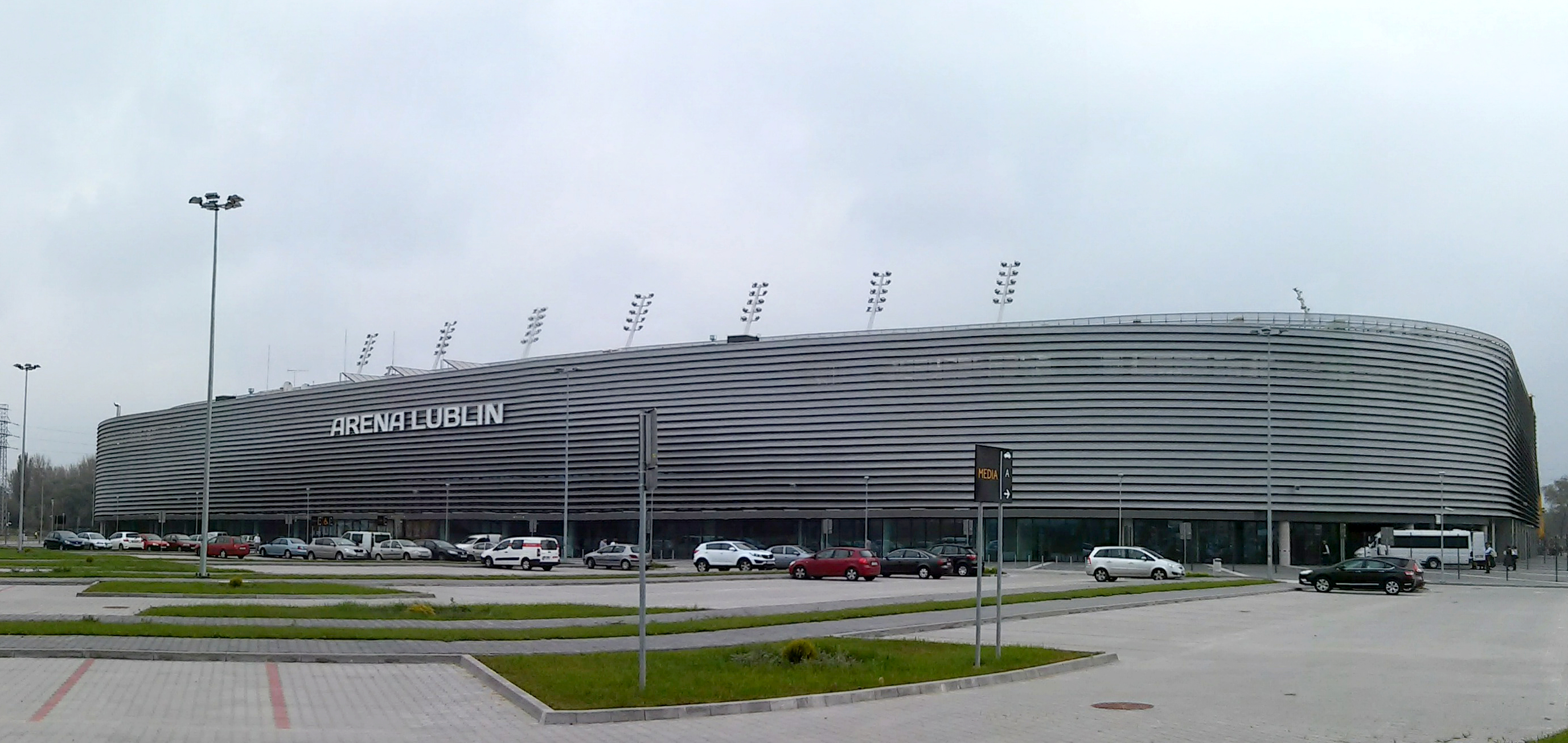
Arena Lublin

Trasa Zielona w Lublinie – trasa szybkiego ruchu w Lublinie, poprowadzona częściowo wzdłuż doliny Bystrzycy, mająca ułatwiać przejazd z południowo-zachodniej do północno-wschodniej części miasta.

## Przebieg
Trasa rozpoczyna się przy Rondzie Lubelskiego Lipca 80 i wiedzie w kierunku południowo-zachodnim. Ma skrzyżowania z al. Piłsudskiego i pl. Bychawskim, z ul. Stadionową oraz z ul. Cukrowniczą. Według SUiKZP z 2000 oraz MPZP z 2002 trasa ma biec do skrzyżowania z ul. Krochmalną i Diamentową, a następnie wzdłuż torów kolejowych do zachodniej granicy miasta.

## Historia
Trasa Zielona (ówcześnie pod nazwą Parkowa) znalazła się w ogólnych planach zagospodarowania przestrzennego z 1959 i 1969. Miała biec wzdłuż ul. Krochmalnej, Młyńskiej, do wybudowanego w 1969 skrzyżowania al. Zygmuntowskich z ul. 1 Maja, dalej doliną Bystrzycy do skrzyżowania z trasą W-Z, a następnie ul. Łęczyńską i Turystyczną.
Pierwszy odcinek, od ronda Lubelskiego Lipca 80 do ul. Młyńskiej, był budowany od 2001 i miał odciążyć ruch tranzytowy drogi wojewódzkiej nr 835 z ulicy 1 Maja. Drugi odcinek, wybudowany między al. Piłsudskiego a ul. Stadionową, oddany do użytku w 2015, miał odciążyć ruch z ulic Krochmalnej i Młyńskiej.
W 2016 ogłoszono przetarg na budowę odcinka biegnącego równolegle do ul. Krochmalnej, do skrzyżowania z Krochmalną i Diamentową. Skrzyżowanie ma zostać przebudowane tak, by miało dwa poziomy (na estakadę zostanie skierowany ruch w ciągu ulic Krochmalna – Diamentowa). Zapowiedziano także, że będzie to ostatni odcinek Trasy Zielonej.
Kontrowersje budziły plany budowy dalszego odcinka, wytyczanego od skrzyżowania z Krochmalną i Diamentową. Miał on biec wzdłuż południowej granicy Czubów Południowych do alei Kraśnickiej. Wskazywano, że alternatywą jest skierowanie ruchu Trasy Zielonej na ulicę Jana Pawła II. Ten drugi wariant był przyjmowany przy planowaniu obwodnicy miejskiej Lublina w 2012 roku. Jednak w 2023 powrócono do pomysłu Trasy Zielonej biegnącej między osiedlami Czubów Południowych a Starym Gajem, sięgającej przystanku kolejowego Lublin Zachodni i przedłużenia ulicy Granitowej.

## Infrastruktura
Trasa ma dwie jezdnie, po trzy pasy ruchu w każdym kierunku.

## Otoczenie
Trasa Zielona jest przeprowadzona na terenach zlikwidowanej Cukrowni Lublin, gdzie stoi Arena Lublin. W pobliżu znajdują się hala sportowa MOSiR, kompleks basenów (w tym basen olimpijski) Aqua Lublin, Park Ludowy, dworzec kolejowy oraz miejsce planowanego Metropolitarnego Centrum Komunikacyjnego.